# Cocaine Rodeo
Cocaine Rodeo è il primo album in studio del gruppo musicale alternative rock statunitense Mondo Generator, pubblicato nel 2000.

## Tracce
1. 13th Floor – 3:15
2. Shawnette – 3:18
3. Uncle Tommy – 1:28
4. Miss Mary Gets A Boob Job – 4:14
5. Unless I Can Kill – 1:55
6. PigMan – 3:01
7. Simple Exploding Man (Extended version) – 11:31
8. I Want You To Die – 1:20
9. Dead Insects – 4:05
10. Cocaine Rodeo – 2:09

## Formazione
- Rex Everything aka Nick Oliveri - basso, voce (1,2,5,7,8,10)
- Josh Homme - chitarre
- Brant Bjork - batteria
- Up N. Syder aka Rob Oswald - batteria
- Burnt Mattress aka Brent Malkus - chitarre, voce (3,4,6,9,11)